# Вільямсбург (Флорида)
Вільямсбург (англ. Williamsburg) — переписна місцевість (CDP) в США, в окрузі Орандж штату Флорида. Населення — 7908 осіб (2020).

## Географія
Вільямсбург розташований за координатами 28°24′5″ пн. ш. 81°26′49″ зх. д. / 28.40139° пн. ш. 81.44694° зх. д. (28.401454, -81.446863).  За даними Бюро перепису населення США в 2010 році переписна місцевість мала площу 9,46 км², з яких 9,29 км² — суходіл та 0,17 км² — водойми.

## Демографія
Згідно з переписом 2010 року, у переписній місцевості мешкало 7646 осіб у 3447 домогосподарствах у складі 2068 родин. Густота населення становила 808 осіб/км².  Було 4791 помешкання (506/км²).
Расовий склад населення:
| - 82,6 % — білих - 6,4 % — азіатів - 4,0 % — чорних або афроамериканців - 0,6 % — вихідців з тихоокеанських островів - 0,2 % — корінних американців - 3,0 % — осіб інших рас |

До двох чи більше рас належало 3,2 %. Частка іспаномовних становила 17,2 % від усіх жителів.
За віковим діапазоном населення розподілялося таким чином: 14,6 % — особи молодші 18 років, 63,5 % — особи у віці 18—64 років, 21,9 % — особи у віці 65 років та старші. Медіана віку мешканця становила 45,4 року. На 100 осіб жіночої статі у переписній місцевості припадало 92,9 чоловіків;  на 100 жінок у віці від 18 років та старших — 92,6 чоловіків також старших 18 років.
Середній дохід на одне домашнє господарство  становив 53 217 доларів США (медіана — 50 070), а середній дохід на одну сім'ю — 61 146 доларів (медіана — 54 327). Медіана доходів становила 41 220 доларів для чоловіків та 31 714 долари для жінок. За межею бідності перебувало 11,7 % осіб, у тому числі 10,4 % дітей у віці до 18 років та 10,0 % осіб у віці 65 років та старших.
Цивільне працевлаштоване населення становило 4030 осіб. Основні галузі зайнятості: мистецтво, розваги та відпочинок — 39,4 %, науковці, спеціалісти, менеджери — 15,2 %, освіта, охорона здоров'я та соціальна допомога — 12,6 %, роздрібна торгівля — 10,1 %.